# Hagios Kosmás
Hagios Kosmás (en griego, Άγιος Κοσμάς) es un yacimiento arqueológico ubicado en un promontorio del Ática, Grecia cuyo nombre deriva del de una capilla construida en él. 
En este yacimiento arqueológico se han hallado dos asentamientos que fueron habitados en el periodo Heládico antiguo III —entre el 2300 y el 2100 a. C. el primero y entre el 2100 y el 1900 a. C. el segundo—. Entre los hallazgos figuran los restos de ocho casas rectangulares y una necrópolis. Por el estudio de los hallazgos, se ha sugerido que este lugar fue fundado por un grupo de fabricantes de piezas de obsidiana procedentes de las Cícladas para que fuera una especie de emporio y que seguramente fue habitado por una población mixta procedente de las Cícladas y del Ática.
Hacia el año 1900 a. C., el asentamiento fue destruido por invasores y permaneció un largo espacio de tiempo sin ocupar hasta que nuevamente hubo dos periodos de habitación, pero de menor importancia, en el Heládico reciente II —entre 1500 y 1400 a. C.— y el Heládico reciente IIIC —entre 1200 y 1100 a. C. Al final de esta época el lugar fue nuevamente abandonado.
Este yacimiento fue excavado en primer lugar en 1930 por Georgios Mylonas, que pretendía encontrar una serie de navíos persas que Heródoto indicó que fueron arrastrados al cabo Colíade después de la batalla de Salamina (Heródoto VIII,96) y posteriormente hubo otras campañas de excavaciones en 1931, 1939 y 1951.
|                                                                                                 |
| Sartén cicládica hallada en Hagios Kosmás expuesta en el Museo Arqueológico Nacional de Atenas. |

|                                              |
| Objeto de terracota con función desconocida. |

|                                     |
| Píxide llena de hojas de obsidiana. |

|                             |
| Pesos o piedras de mortero. |

|                               |
| Figurilla cicládica de mármol |